# Epidendrum quadrangulatum
Epidendrum quadrangulatum är en orkidéart som beskrevs av Alex Drum Hawkes. Epidendrum quadrangulatum ingår i släktet Epidendrum och familjen orkidéer.
Artens utbredningsområde är Ecuador. Inga underarter finns listade i Catalogue of Life.